# Kropacz (herb szlachecki)
Kropacz vel Kropáč (Niewiadomski II) – polski i czeski herb szlachecki o śląskiej proweniencji.

## Opis herbu
W polu niebieskim złote kropacze o srebrnych głowniach ułożone w gwiazdę.

## Najwcześniejsze wzmianki
Dokument z 6 czerwca 1473 r. zawierający żorski pokój ziemski wspomina o rycerzu z Niewiadomia Wacławie herbu Kropacz, który dowodził wojskami węgierskimi i który został panem na Rybniku. (czes. Václav Kropáč z Nevědomí). Ponadto źródła podają, iż ród Kropaczów z Niewiadomia:
- w latach 1494-1512 posiadał gród Bučovice z okolicznymi wsiami (Jan Kropáč z Nevědomí o jego syn Mikuláš Kropáč z Nevědomí)[1]
- w latach 1503-1536 posiadał zamek w Iwanowicach (Jindřich Kropáč z Nevědomí, Albert Kropáč z Nevědomí oraz Bohuš Kropáč z Nevědomí)
- w latach 1533-1572 Jan Kropáč z Nevědomí był panem na Hranicach)[2]

## Herbowni
Kropáč z Nevědomí, Kropacz, Niewiadomski